# Crucificados por el antisistema
Crucificados por el antisistema es el nombre del cuarto álbum de estudio de Lendakaris Muertos.
El disco se publicó el día 29 de febrero de 2012 de la mano del sello discográfico valenciano Maldito Records.

## Lista de canciones
1. A la calle!
2. Estamos en esto por las drogas
3. Simpatía por el de Bildu
4. Cómeme la Franja de Gaza
5. Una de rumanos
6. Que tiren la bomba
7. Síndrome de download
8. Pendientes de perla
9. Envidia cocina
10. Amor, discos y a patadas
11. Satán (pasao de rosca III)
12. Punk de molde
13. Teletecho o propofol
14. Ni sí, ni no, ni todo lo contrario
15. Derrochas agua?
16. Mucha presión
17. La hoz y el Martini

## Personal
- Aitor - voz
- Asier - guitarra
- Jokin - bajo
- Potxeta - batería